# In Darkness (album)
In Darkness è il sesto album in studio del gruppo symphonic black metal tedesco Agathodaimon, pubblicato nel 2013.

## Tracce
1. In Darkness (We Shall Be Reborn) – 6:20
2. I've Risen – 4:49
3. Favourite Sin – 5:44
4. Oceans of Black – 5:33
5. Adio – 5:21
6. Somewhere, Somewhen – 5:48
7. Dusk of an Infinite Shade – 4:42
8. Höllenfahrt der Selbsterkenntnis – 6:00
9. Adio (acoustic version, bonus track) – 3:27